# AdS/CFT
AdS/CFT korespondence je teoretický princip spojení mezi kvantovou teorií gravitace definovanou na anti de Sitterově prostoru (například reciproký prostor, jak by se nám jevil prostor vně černé díry, kdybychom byli uvnitř ní) (AdS) a konformní teorií pole (CFT) definovanou na hranici anti de Sitterova prostoru v nekonečnu (při pohledu z velké dálky). Ekvivalence platí přesto, že hranice má dimenzi o jednu nižší než celý prostor. AdS/CFT je proto příkladem algebraická holografie, pojmenované v analogii s hologramy v optice laserů.
AdS/CFT korespondence byla teoreticky popsána v roce 1997 Juanem Maldacenou.